# ネッタイツメガエル
ネッタイツメガエル (学名: Xenopus tropicalis、別名ニシツメガエル) は、ピパ科に属する小型のカエルの一種である。水生のカエルで、西アフリカ赤道付近の熱帯雨林を流れる流れの緩やかな小川などに生息する。同属種のアフリカツメガエル(X. laevis )とともに、分子生物学などにおけるモデル生物として広く研究に用いられている。

## 分類
ふつうピパ科のツメガエル属(Xenopus)に分類される。ツメガエル属の種との形態的差異から、独立のネッタイツメガエル属Silurana が立てられることもあったが、分子系統学的解析からはツメガエル属の種との近縁性が支持されている。

## 形態
平たい体を持つ比較的小型のカエルで、頭胴長は28 - 55 mm程度である。メスの方がオスよりも大型になる。眼は上向きに飛び出るようにつく。体には白色の側線器官が列をなして存在する。四肢は短くふっくらとして、その先には水かきと爪を持った指が存在する。背側の体色は灰白色から黒褐色で、小さな灰色や黒色の斑点が存在する。腹側の体色はくすんだ白色または黄色味を帯び、暗い斑紋もいくつか存在する。

## 分布
西アフリカ赤道付近のセネガルからカメルーンやコンゴ民主共和国に至る一帯の熱帯雨林に生息する。水生種で、ふつう森林内の流れの緩やかな小川に生息すると考えられているが、北ギニアやスーダンのサバンナでは水たまりや雨季にのみ出現する池にも生息することが知られている。

## 生態

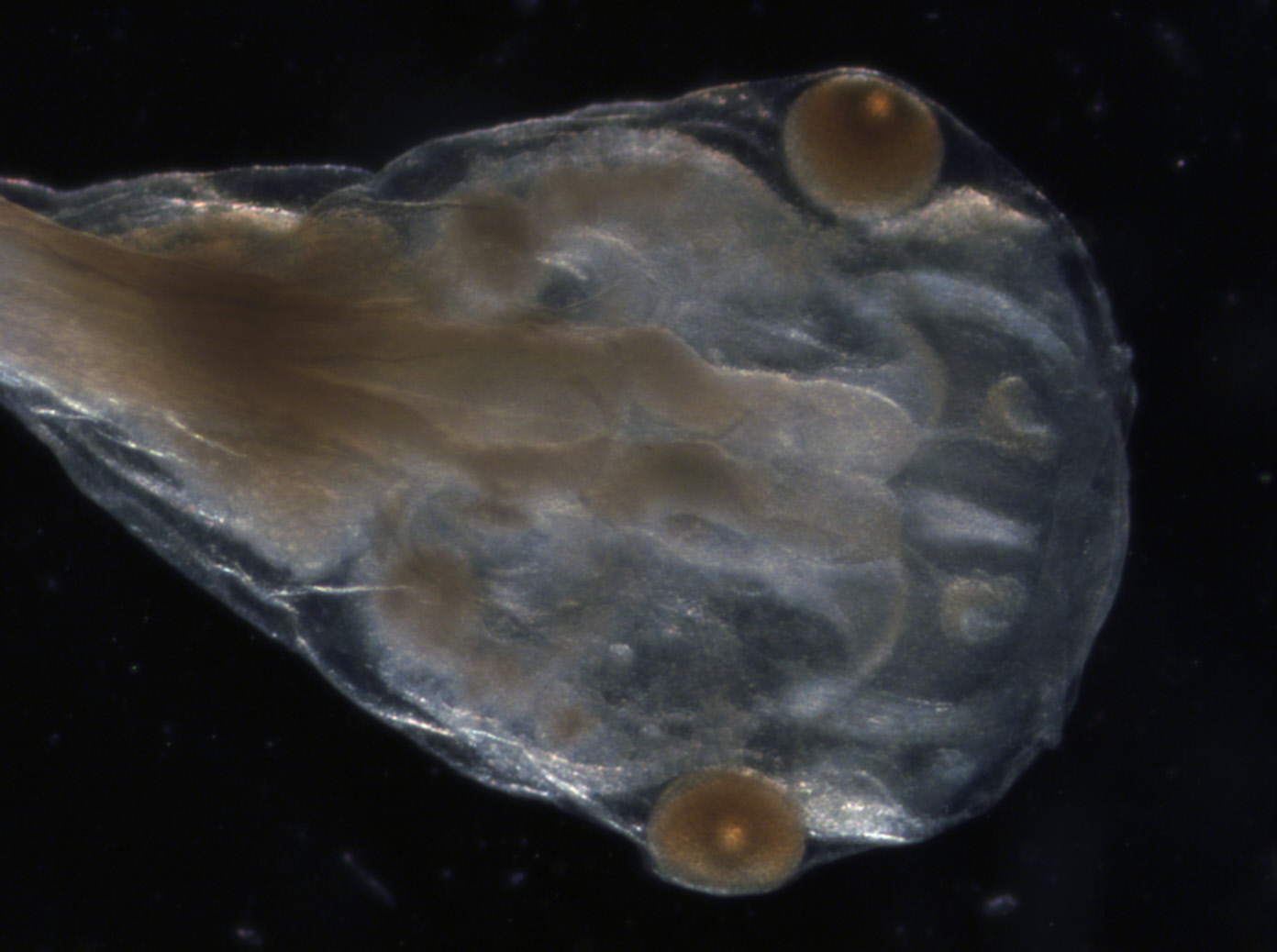
本種のオタマジャクシの頭部

乾季には浅い小川に生息し木の根の下や平たい石の下、あるいは土手に開いた穴の中などに潜んでいる。そこで主にミミズや昆虫の幼虫、オタマジャクシなどを捕食する。雨季が始まると、それに伴って出現した水たまりを目指して、夜に林床を移動する。
主に草木の茂った大きな水たまりで産卵を行うと考えられているが、オタマジャクシは時たま植生の見られない泥沼でも見られることがある。卵は植物に付着するか、水面近くに浮くこともある。
オタマジャクシの口は大きいが顎はなく、上唇には長いひげがある。尾部の鰭は腹側の方が背側よりも大きい。オタマジャクシの体色は橙色を基調として、尾部は透明だが、より暗い環境では尾部は黒色を帯びることがある。オタマジャクシは水中の動物プランクトンを濾過摂食する。大きい池や川ではオタマジャクシは密な群れを形成することがある。変態は全長約5 cmの時に起こる。

## 人間との関係

### 保全状態
IUCNは本種の保全状態を軽度懸念(LC)と評価している。これは本種が広い生息域をもち、また様々な環境への適応能力も高いため、個体数が安定していると考えられるからである。

### モデル生物として
同属のアフリカツメガエル(X. laevis )と同様に、本種も分子生物学研究におけるモデル生物として広く用いられている。特に、4倍体であるアフリカツメガエルと異なり本種は2倍体のゲノムをもつため遺伝子数が少なく、研究を進める上で有利である。 全ゲノムもアフリカツメガエルよりも早期に解読されている。他にもアフリカツメガエルと比べて世代時間が短く（5ヵ月以内）、体のサイズもより小型で、一回の産卵でより多くの卵を産むといった、実験動物として有利な性質を複数持っている。日本においては、ナショナルバイオリソースプロジェクトにおいて広島大学が実験動物としてのネッタイツメガエルの収集・保存と各研究機関への提供活動を行っている。ネッタイツメガエルおよびアフリカツメガエルのゲノム配列をはじめとした生物学的情報は、Xenbaseと呼ばれるデータベースとして公開され、世界中の研究者が利用可能な状態となっている。